# Gamochaeta humilis
Gamochaeta humilis là một loài thực vật có hoa trong họ Cúc. Loài này được Wedd. mô tả khoa học đầu tiên năm 1856.